# A.B. Caronno Softball
La A.B. Caronno Softball è una società sportiva di Caronno Pertusella, comune in provincia di Varese.
Disputa gli incontri casalinghi nello stadio "Francesco Nespoli" loc.Bariola.
Nella stagione 2019 disputa i campionati seniores (A1) Under 18 Under 15 Under 12 Mini e Amatoriale.